# آب‌خشکی‌مرغان
آب‌خشکی‌مرغان (به لاتین: Aequorlitornithes) یک تبارشاخه از پرندگان آبی است که در یک مطالعه سیستماتیک ژنومی جامع با استفاده از نزدیک به 200 گونه در سال 2015 بازیابی شد. این کلاد شامل کلادهای سلیم‌سانان (پرندگان آبزی و ساحلی)، Mirandornithes (شگفت‌مرغان یا بال‌آتشی‌ریختان) و حواصیل‌مانندان (آفتاب‌بوتیمارریختان و آب‌مرغان ) است.  مطالعات قبلی جایگیری متفاوتی را برای این کلادها در درخت رده‌بندی پیدا کرده بودند.   
|  | بال‌آتشی‌ریختان (فلامینگوها و کشیم‌ها) |
|  |                                     |
|  | سلیم‌سانان (پرندگان ساحلی)           |
|  |                                     |

|  | آفتاب‌بوتیمارریختان (آفتاب‌بوتیمار، کاگو و نوک‌سرخ‌ها)            |
|  |                                                               |
|  | آب‌مرغان (غواص‌ها، پنگوئن‌ها، حواصیل‌ها، پلیکان‌ها، لک‌لک‌ها و دیگر) |
|  |                                                               |

|  | بال‌آتشی‌ریختان (فلامینگوها و کشیم‌ها) |
|  |                                     |
|  | سلیم‌سانان (پرندگان ساحلی)           |
|  |                                     |

|  | آفتاب‌بوتیمارریختان (آفتاب‌بوتیمار، کاگو و نوک‌سرخ‌ها)            |
|  |                                                               |
|  | آب‌مرغان (غواص‌ها، پنگوئن‌ها، حواصیل‌ها، پلیکان‌ها، لک‌لک‌ها و دیگر) |
|  |                                                               |